# CF Industries
CF Industries is een producent en distributeur van kunstmest gevestigd in Deerfield, Illinois in de Verenigde Staten.

## Activiteiten
CF Industries is een grote Amerikaanse producent van stikstof en kunstmest. Per jaar produceert het bedrijf zo’n 20 miljoen ton kunstmest op zeven locaties in Noord-Amerika en verder heeft het twee kleinere fabrieken in het Verenigd Koninkrijk. De grootste fabriek staat in Donaldsonville en dit is tegelijk ook de grootste van zijn soort in Noord-Amerika. De belangrijkste grondstof en kostenpost is aardgas en wisselingen in de gasprijs hebben een groot effect op de resultaten van CF Industries.

### Resultaten
De sterke stijging van de omzet en resultaten in 2011 was vooral het gevolg van de overname van Terra Industries. In 2016 leed het verlies, er was wereldwijd veel capaciteit bijgebouwd en hierdoor stonden de verkoopprijzen en marges onder druk.
| Jaar | Omzet | Bedrijfs- resultaat | Netto- resultaat | Verkoop volume (×miljoen ton) |
| ---- | ----- | ------------------- | ---------------- | ----------------------------- |
| 2010 | $3965 | $896                | $441             |                               |
| 2011 | $6098 | $2791               | $1761            |                               |
| 2012 | $6104 | $2959               | $1923            | 15,0                          |
| 2013 | $5475 | $2412               | $1533            | 14,8                          |
| 2014 | $4743 | $2367               | $1437            | 13,8                          |
| 2015 | $4308 | $1193               | $734             | 13,7                          |
| 2016 | $3685 | $134                | $-158            | 17,0                          |
| 2017 | $4130 | $234                | $450             | 19,9                          |
| 2018 | $4429 | $766                | $428             | 19,3                          |
| 2019 | $4590 | $1003               | $646             | 19,5                          |
| 2020 | $4124 | $623                | $432             | 20,3                          |
| 2021 | $6538 | $1729               | $917             | 18,5                          |

## Geschiedenis
Het bedrijf werd in 1946 opgericht als een boerencoöperatie. De Central Farmers Fertilizer Company ging voor de boeren de inkoop bundelen. Het hogere inkoopvolume zou leiden tot lagere kosten voor de leden. In de jaren 50 werden de activiteiten uitgebreid met eigen kunstmestfabrieken. In 1970 werd de naam gewijzigd in CF Industries.
Vanaf 1999 kwam het bedrijf in de verliezen. Er was te veel productiecapaciteit waardoor de prijzen en marges onder druk stonden. In 2002 werd de coöperatie omgezet in een bedrijf met aandeelhouders. De mogelijkheid werd geopend om kunstmest te verkopen aan niet-leden met een toename van de afzet tot gevolg. Op 11 augustus 2005 kreeg het bedrijf een notering op de New York Stock Exchange. Vanaf 2008 maakt het aandeel deel uit van de S&P 500 aandelenindex.
In 2010 volgde de overname van Terra Industries. De transactie had een waarde van 4,7 miljard dollar. De combinatie werd de op een na grootste producent van kunstmest ter wereld. Terra Industries had een omzet van US$ 1,6 miljard per jaar en leverde vooral aan industriële klanten.
In 2013 werden de fosfaat activiteiten verkocht aan The Mosaic Company voor US$ 1,3 miljard. In 2014 was het in gesprek met het Noorse bedrijf Yara over een fusie, maar deze onderhandelingen leidden niet tot resultaten.
Medio 2015 kocht het de resterende aandelen in GrowHow UK Group Limited voor $570 miljoen. CH Industries had al een belang van 50% in handen en werd na de transactie de enige aandeelhouder. Kort tijd later, in augustus 2015, maakte CF Industries bekend te willen fuseren met het Nederlandse bedrijf OCI. De combinatie zou 's werelds grootste beursgenoteerde producent van stikstof worden. CF Industries zou de notering op de effectenbeurs van New York behouden en OCI zou met een belang van 26,5% een grootaandeelhouder worden. In mei 2016 annuleerden de twee bedrijven de fusieplannen. Het Amerikaanse ministerie van Financiën legde veel beperkingen op, waardoor de synergie- en belastingvoordelen fors werden beperkt. CF moest nog wel $150 miljoen aan OCI betalen omdat de samenwerking niet doorging.
In 2016 werden grote investeringsprojecten in Donaldsonville en Port Neal afgerond. De totale productiecapaciteit nam met 25% toe na een investering van totaal US$ 5,2 miljard. 